# محمد غوشة
محمد هاشم غوشة (1972 - ) مؤرخ ومفكر أردني، دخل موسوعة غينيس للأرقام القياسية كأصغر مؤرخ في العالم عن كتابه «القدس الشامخة عبر التاريخ» الذي كتبه وهو في الخامسة عشر من عمره. وهو صاحب «الموسوعة الفلسطينية»، التي أسماها بالإنجليزية (Encyclopedia Palestinnica)، وهي أوّل موسوعة فلسطينية تصدر بالإنجليزية عن تاريخ فلسطين. حصل في 2020 على جائزة الملك فيصل العالمية في الدراسات الإسلامية.

## ولادته وحياته العلمية
ولد محمد غوشة في الكويت عام 1972، درس في جامعة اليرموك في الأردن وحصل على بكالوريوس تجارة إعلام واتصال جماهيري عام 1994، ثم ماجستير في الآثار والعمارة الإسلامية من المعهد العالي للآثار الإسلامية في جامعة القدس عام 1998، والدكتوراه في التاريخ الحديث من معهد البحوث والدراسات العربية في القاهرة عام 2002. عمل في التدريس حيث درّس في جامعة القدس، وجامعة القدس المفتوحة، وحاضر في عدد من الجامعات والمؤسسات الأكاديمية في أكثر من دولة، بعدها صار عميد «مؤسسة إحياء التراث والبحوث الإٍسلامية» في القدس.

## مؤلفاته
ركز اهتمامه وأبحاثه عن القدس وتراثها حيث له أكثر من 150 بحث ودراسة عنها، إضافة إلى 37 كتابًا تاريخيًا وثّق فيها المواضيع التاريخية والمعمارية والفكرية والتراثية لمدينة القدس.
- كان كتابه «قبة الصخرة المشرفة» توثيقًا دقيقًا للقبة من الناحية المعمارية والزخرفية والهندسية إضافة إلى المساحات الفسيفسائية والهندسية والقاشانية في القبة، مما يضمن إعادة بناء أو ترميم مبنى قبة الصخرة بشكل دقيق وعلى ما هي عليه اليوم، ووصف عالم الآثار الأمريكي روبرت شيك هذا الكتاب بأنه أهم كتاب يصدر عن قبة الصخرة.
- ومن كتبه التي تناولت أيضًا المسجد الأقصى كتاب «المسجد الأقصى المبارك» الذي صدر في سنة 2014 والذي يعتمد على البحث الميداني والتوثيق المعماري والفوتوغرافي للمسجد الأقصى حتى سجلات المحاكم الشرعية والأرشيفات العثمانية وكافة معالم وآثار ونقوش المسجد.
- أما «الموسوعة الفلسطينية» (Encyclopedia Palestinnica)، التي جاءت في 24 مجلدًا، وهي أكبر عمل توثيقي مصور عن القدس وفلسطين، فتتألف تقريبًا من 7000 صفحة، ضمت وثائق ومصادر بأزمان ولغات مختلفة، وقد استغرق منه هذا العمل 12 سنة من البحث والتوثيق.[7][8][9]

## جوائز
حصل محمد غوشة على تكريمات وجوائز أبرزها جائزة عبد المجيد شومان العالمية للقدس في سنة 2006، عن كتابه «بوابات القدس»، وجائزة الكويت عن البحث التراثي لمدينة القدس عام 1987م، ودرع جامعة السوربون الفرنسية تقديرًا لدوره في توثيق تاريخ القدس وتراثها المعماري. كما حصل على جائزة الملك فيصل العالمية للدراسات الإسلامية عام 2020.